# Dioscorea hombuka
Dioscorea hombuka är en enhjärtbladig växtart som beskrevs av Joseph Marie Henry Alfred Perrier de la Bâthie. Dioscorea hombuka ingår i släktet Dioscorea och familjen Dioscoreaceae. Inga underarter finns listade i Catalogue of Life.